# Karl Björkänge
Karl Albert Björkänge (i riksdagen kallad Andersson i Björkäng senare Andersson i Lindesberg)), ursprungligen Andersson, född 30 augusti 1895 i Tumbo församling, Södermanlands län, död 31 januari 1966 i Lista församling, Södermanlands län, var en svensk hemmansägare och politiker (centerpartist).
Björkänge var 1949–1964 riksdagsledamot i andra kammaren för bondeförbundet, invald i Örebro läns valkrets. Sitt efternamn tog han i början av 1960-talet efter att tidigare hetat Andersson.

### Fotnoter
1. 1 2  Tumbo kyrkoarkiv, Födelse- och dopböcker, SE/ULA/11604/C/9 (1895-1915), bildid: 00159354_00010, sida 4, födelse- och dopbok, läs onlineläs online, läst: 31 december 2021.[källa från Wikidata]
2. 1 2 3 4 5 6 7 8  Tvåkammar-riksdagen 1867–1970, vol. 4, 1985, s. 471, Svenskt porträttarkiv: sj9PGLAlnmUAAAAAABfsYw, läst: 16 januari 2022.[källa från Wikidata]
3. ↑  Sveriges dödbok 1860–2017